# アメリカン・インターナショナル・グループ
アメリカン・インターナショナル・グループ（American International Group, Inc.、AIG）は、多国籍の保険会社。

## 概要
欧州はロンドンのクロイドンとパリのラ・デファンスに、アジアは香港に本拠を置いている。2004年4月8日より2008年9月21日までダウ平均株価の構成銘柄の1つであった。株式はNYSEに上場している。かつては東証・アイルランド証券取引所に上場していた。
米経済誌『フォーブス』が2014年に発表したForbes Global 2000（世界優良企業2000社番付）2014年版では全業種通算で世界第42位にランキングされている。

## 歴史
1919年、カリフォルニア州出身の起業家コーネリアス・バンダー・スターが中華民国の上海で創業した損害保険代理店 American Asiatic Underwriters（AAU）が始まりである。スターは上海で中国人に保険を売った最初の西洋人だった。スターは、中国大陸で事業に成功後、アジア、ラテンアメリカ、ヨーロッパ、中東へ事業を拡大した。1967年に持株会社としてAmerican International Group, Inc.が設立され、1969年に株式を公開する。
2005年、5億ドルの架空の損失引当金計上による粉飾、保険および証券法違反などの容疑でモーリス・グリーンバーグ（当時の会長）、AIG、元CFOのハワード・スミスが起訴される。AIGの格付けはAAAからAA+に格下げされた。モーリス・グリーンバーグは会長を辞任し、後任にはマーチン・サリバンが就任した。2006年、16億4000万ドルを支払うことでニューヨーク州司法当局等との和解に合意した。
2008年6月15日、マーチン・サリバン最高経営責任者（CEO）が、サブプライム関連で過去最大の損失を出したことから、CEO職と取締役を辞任し、後任CEOにはロバート・ウィルムスタッド会長が就任した（会長兼任）。しかし、後述の経営危機より巨額の公的支援が決定したことから、2008年9月18日に、ロバート・ウィルムスタッドはCEO兼会長を引責辞任し、後任にはエドワード・リディ（元オールステートCEO）が就任した。
2009年8月10日にエドワード・リディはCEO兼会長を辞任し、後任にはロバート・H・ベンモシェ（元メットライフCEO）が就任した。
2010年、特別取締役会委員会は、投資銀行のロスチャイルドを独立アドバイザーとして起用した。

### サブプライムローン問題による経営危機
2007年にアメリカでサブプライムローン問題による金融危機が起こった。AIGもサブプライム関連の金融商品を抱えていたため例外ではなく、住宅価格の低下や金融商品の格下げの影響を受け多額の損失を抱えた。損失額は2008年通期で992億9000万ドルとなり、アメリカ企業史上最大の赤字額となった。
リーマン・ブラザーズが経営破綻を起こした2008年9月15日、ニューヨーク・タイムズ紙は信用格下げに直面しているAIGが連邦準備制度理事会（FRB）に対し400億ドルのつなぎ融資を打診している（FRBはこの融資を断っていた）と報じるなど、AIGの経営危機説が急浮上した。市場では次はAIGが破綻するとの懸念が広がり、株価は60パーセント以上も下落、翌16日には一時株価が1.25ドルにまで下落した。AIGは経営危機を回避するために最大で750億ドルの調達を急いでおり、17日までに資金調達の目処がたたなければ、連邦倒産法第11章を申請する以外に手段はなくなるとの報道があった。
FRBは当初、リーマン破綻時と同様に民間金融機関同士で資金の調達するよう促し、ゴールドマン・サックスやJPモルガン・チェースなどに融資を持ちかけていた。しかし、民間金融機関はAIGを支援するだけの資金の余力はなく融資を拒否した。AIGが破綻することにより4000億ドルのCDSなどが顧客や市場に多大な影響を及ぼすことを危惧したFRBは方針を転換し、AIGの資産を担保とし、最大で850億ドルを融資することを決定した。これと引き換えに、アメリカ政府がAIGの株式の79.9%を取得する権利を確保し、政府の管理下で経営再建が行われることとなった。AIGには当初、融資枠の850億ドルのうち借りなかった分については8.5%、実際に借りた分にはロンドン銀行間取引金利（LIBOR）に8.5%を加えた金利が課されることになったが、11月10日に発表された追加救済策ではLIBOR+3%に引き下げられた。この金利はその後の追加支援策により、LIBORの水準にまで引き下げられた。
2008年10月3日には新しい経営方針として、生命保険事業を売却し中核事業の損害保険事業に資源を集中させる方針を発表した。売却して得られた資金はFRBからの借入金の返済に充てられる。
2009年2月5日にニューヨーク証券取引所（NYSE）の株価が上場廃止の1つの基準となっている1ドルを一時的に割り込んだ。回復しなければ、上場廃止の可能性もあったが、NYSEは時限的に上場維持基準を緩和したため6月30日までは上場の維持が見込まれることとなった。
2009年3月11日にロンドンの金融商品部門で5000億ドルに及ぶ損失を出していた可能性を報道された。
2015年8月12日、金融危機当時に米政府がAIGの支配株を取得したのは違法とした6月の連邦請求裁判所の一審判決を不服として、政府は控訴した。

#### 批判
- 2008年10月7日、米下院で開かれた公聴会の席上で、AIGグループの保険子会社であるAIGアメリカン・ゼネラル社の幹部が、公的資金の投入による救済が決定した一週間後の9月22日から30日にかけてカリフォルニア州南部オレンジ郡の高級リゾート地に関係者を集め、総額44万ドル（約4500万円）の「会合」を繰り広げていたことが判明し、米下院のイライジャ・カニングス議員は「米国民が救済資金を出すのを横目に、マッサージを受け、マニキュアを塗っていたのか」と批判した。この件に関してはホワイトハウス広報官も「卑しむべき行為」と異例のコメントを行う事態となり、当初AIG側は「保険業界では常識的なことである」と正当性を主張していたものの、最終的には「もし開催を知っていれば中止させた」と弁明に追い込まれた[14]。
- 2009年3月、AIGが幹部社員に対して総計1億6500万ドル（約162億円）にもわたるボーナスを支給すると報じられた。ニューヨーク・タイムズ紙によると、ボーナスを支給される幹部は400人[注釈 2]。3月13日に支払われたボーナスは、400人に対し1億6500万ドル（約160億円）。ニューヨーク州のアンドリュー・クオモ司法長官が17日に公表した結果によると、計73人が各100万ドル（約9800万円）超を支給され、そのうち11人はすでに退社しているという。支給額200万ドル超が22人おり、最高額は640万ドルである。これに対してバラク・オバマアメリカ大統領は「あらゆる手段を駆使してこれを阻止する」と宣言しており、アメリカ議会にて、国税である所得税においてボーナスの90%（地方税は10%相当であるから事実上は100%）を課税する法案が下院で可決され、上院で審議されている。上院のグラスリー議員は「日本の経営者にならって、頭を下げ謝罪して辞任するか、もしくは自殺するかを選んで欲しい。そうすれば私の気持ちは少しは晴れる」という発言を行い物議をかもした。一方、AIG側は「ボーナス支給は危機前の契約で決定されたもので、支払わないと法的責任が生じる」と弁明したが、社員の一部には「賞与返還要求は脅迫も同じ。脅迫に応じる道義的責任はない。」と居直り、逆に「脅迫」に反抗して法的処置を模索する動きまである[15]。米メディアは高額ボーナスを受け取ったこれら幹部・元幹部を「AIGボーナスベイビー（bonus baby）」と揶揄している[16]。

## スポンサー
現在
- ラグビーニュージーランド代表 - 当初は2012年10月から2018年5月までの契約だったが、2016年11月にスポンサー契約を6年延長し2022年までの契約となった。ユニホーム胸部にロゴが入る。
- 全英女子オープン

過去
- マンチェスター・ユナイテッド - 2006年〜2007年シーズンまでユニフォームスポンサー[注釈 3]。
- ジャパン・オープン・テニス選手権 - 2001年〜2008年シーズンまでAIGがスポンサーとなった（AIGオープン）。

## 日本での営業
日本国内では、損害保険会社3社（1社はJTBとの合弁会社）などが傘下で営業している。

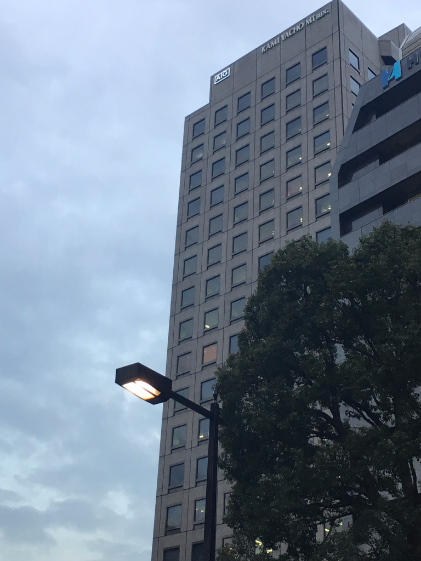
AIU保険会社（American International Underwriters Corporation）

AIGの日本進出は1946年に傘下のAIU保険会社が、当時日本を占領していたGHQの要請で、駐留アメリカ軍の資産の保険を始めたことによってなされた。1949年には日本人向けの営業も行なうようになった。
かつてはアリコジャパン（現・メットライフ生命保険）など生命保険会社3社も傘下に収めていたが、2010年から2011年にかけて、いずれも他社に売却された。アリコジャパンは日本で最初の外資系生命保険会社として1973年より日本人向けの営業を開始した。第三分野保険にかけては、歴史的に外資系保険会社が強く、アリコもシェアが高かった。

### 日本国内傘下会社
- 保険事業持株会社
  - AIGジャパン・ホールディングス株式会社 - 2013年4月業務開始[17]。AIG損害保険・アメリカンホーム医療・損害保険・テックマークジャパン・AIGパートナーズなどの100％親会社。
- 損害保険事業[注釈 6]
  - AIG損害保険 - AIG傘下の保険会社として[18]、自動車保険や海外旅行保険などを展開。2013年4月に日本法人化した。2018年1月に富士火災海上保険を吸収合併し、AIU損害保険株式会社からAIG損害保険株式会社へ商号変更[19]。
  - アメリカンホーム医療・損害保険（アメリカンホームダイレクト） - 医療保険の通信販売。2014年4月に日本法人化した。
  - ジェイアイ傷害火災保険 - 50%出資。JTBグループとの合弁会社。旅行傷害保険などを展開。
- 関連事業
  - AIGパートナーズ - 2013年4月に富士火災インシュアランスサービスとチャーティス・コーポレートソリューションズが統合。2018年1月にAIG富士インシュアランスサービス株式会社からAIGパートナーズ株式会社に商号変更。損害保険の代理・生命保険の募集など。
  - テックマークジャパン - ワランティ業務など。
  - AIGアセットマネジメント - グループ保険会社の債券運用の受託。
  - AIGテクノロジーズ - IT関連サービスの提供。
  - AIGビジネス・パートナーズ - グループ会社に対するシェアード・サービス、コンサルティングサービス。
  - ティーペック - 電話による健康相談。

### 過去の日本国内傘下会社
- 損害保険事業
  - 富士火災海上保険 - 2010年3月31日に、AIU同様AIG傘下の保険会社となる。2018年1月にAIU損害保険株式会社（現・AIG損害保険株式会社）に吸収合併され、解散[20]。
- 生命保険事業 
  - アリコジャパン - メットライフに売却（2010年11月）。現・メットライフ生命保険
  - AIGスター生命保険 - 千代田生命の営業を承継。→プルデンシャル・ファイナンシャルに売却（2011年2月）
  - AIGエジソン生命保険 - 東邦生命の営業を承継。旧GEエジソン生命。→プルデンシャル・ファイナンシャルに売却（2011年2月）
  - AIG富士生命保険 - 旧・富士生命保険。→富衛集団に売却（2017年4月）[注釈 7]。現・FWD生命保険
- 金融サービス・資産運用事業
  - AIGグローバル・リアルエステート・アジアパシフィック・インク（AIGGRE） - 不動産投資関連業務など。→米インベスコに売却（2010年12月）
  - AIGジャパン・キャピタル・インベストメント - AIG Investmentsの代替投資部門。→パシフィック・センチュリー・グループに売却。
  - AIGインベストメンツ - AIG Investmentsの資産運用会社。→パシフィック・センチュリー・グループに売却。